# 대수적 수론
대수적 (정)수론(代數的(整)數論, 영어: algebraic number theory)은 수론의 한 분야로, 대수적 수(유리 계수 다항식의 근)의 성질을 다룬다. 유리수체의 유한 확대를 대수적 수체라고 하는데, 마치 유리수에 정수가 들어있는 것과 사실상 마찬가지로, 대수적 수체에는 대수적 정수가 들어있다. 단, 정수에서 성립하는 유일 인수 분해와 같은 성질들이 대수적 정수에 대해서도 언제나 성립하는 것은 아니다.

## 같이 보기
- 랭글랜즈 프로그램(Langlands program)
- 아델 환
- 아이디얼 유군
- 아델 대수군(Adelic algebraic group)
- 이론
  - 유체론
  - 이와사와 이론 (Iwasawa theory)
  - 쿠머 이론 (Kummer theory)

## 참고 문헌
- Neukirch, Jürgen (1999). 《Algebraic number theory》. Grundlehren der mathematischen Wissenschaften (영어) 322. Norbert Schappacher 역. Springer-Verlag. doi:10.1007/978-3-662-03983-0. ISBN 978-3-540-65399-8. ISSN 0072-7830. MR 1697859. Zbl 0956.11021.
- Ireland, Kenneth; Michael Rosen (1990). 《A classical introduction to modern number theory》. Graduate Texts in Mathematics (영어) 84 2판. Springer-Verlag. doi:10.1007/978-1-4757-2103-4. ISSN 0072-5285.
- Stewart, Ian; David O. Tall (2002). 《Algebraic number theory and Fermat's last theorem》 (영어). A. K. Peters.
- Fröhlich, Albrecht; Martin J. Taylor (1993). 《Algebraic number theory》. Cambridge Studies in Advanced Mathematics (영어) 27. Cambridge University Press. ISBN 0-521-43834-9. MR 1215934.
- Lang, Serge (1994). 《Algebraic number theory》. Graduate Texts in Mathematics (영어) 110 2판. New York: Springer-Verlag. ISBN 978-0-387-94225-4. MR 1282723.
- 河田敬義 (1957). 《代数的整数論》 (일본어). 共立出版. ISBN 978-432001898-3.